# Esmagares a minha rata

Imagem original do anúncio, mostrando a foto de uma mulher loira.

Esmagares a minha rata é um anúncio que surgiu em 2016 em sites pornográficos e virou um meme pelo duplo sentido da frase entre o português brasileiro e o europeu.

## História
Em 2016, surgiu um anúncio em sites pornográficos veiculado para o público adulto brasileiro onde uma mulher loira supostamente afirmava em português europeu que seu marido estava morto, e convidava o leitor a clicar em um link para que ele pudesse "esmagares a minha rata". A frase virou um meme pelo humor gerado pelos seus diferentes significados entre o português europeu e brasileiro. Em Portugal, rata significa vulva, porém no Brasil significa um rato do sexo feminino.

## Difusão
O anúncio e suas modificações foram muito compartilhadas por WhatsApp. O BuzzFeed publicou matéria mostrando pessoas se fantasiando como o anúncio.